# Citroën C2
El Citroën C2 és un automòbil de turisme del segment A produït pel fabricant francès Citroën des de l'any 2004. És un cotxe amb porta posterior de tres portes i quatre places amb tracció davantera i motor davanter transversal de quatre cilindres en línia.
La longitud del C2 (3665 mm) es troba a mitjan camí entre el segment A i el segment B, situació similar a la dels Nissan Micra i Suzuki Swift. Els del primer grup tenen quatre places i solen amidar menys de 3600 mm, i els segons tenen cinc places i han superat en general els 3900 mm de llarg en els últims anys. A fins de la dècada de 2000, diversos models del segment A han superat aqueixa mateixa barrera, com és el cas del Ford Ka i el Renault Twingo.
El C2 és més curt que el Citroën Saxo, model al que reemplaça indirectament. L'hi considera l'hereu del Citroën AX, que era clarament més menut que el Saxo. En la gamma actual, el C2 està posicionat entre el Citroën C1, també del segment A però més menut, i el Citroën C3, del segment B i amb el qual compartix components estructurals. La plataforma és compartida també amb el Peugeot 1007, Peugeot 206 i Peugeot 207.
Les seues motoritzacions gasolina són un 1.1 litres de dues vàlvules per cilindre i 60 CV de potència màxima, un 1.4 litres en variants de dues vàlvules per cilindre i 75 CV o quatre vàlvules per cilindre i 90 CV, i un 1.6 litres de quatre vàlvules per cilindre i 122 CV. També disposa de dos motors Dièsel equipats amb injecció directa common-rail: un 1.4 litres amb turbocompressor de geometria fixa, dues vàlvules per cilindre i 70 CV de potència màxima, i un 1.6 litres de 110 CV que duu turbocompressor de geometria variable, quatre vàlvules per cilindre i incorpora filtre de partícules.
Des de 2005, Citroën participa del Campionat Mundial de Rally Junior amb el C2 Super 1600. Dani Sordo fou campió en 2005 i Sébastien Ogier en 2008.

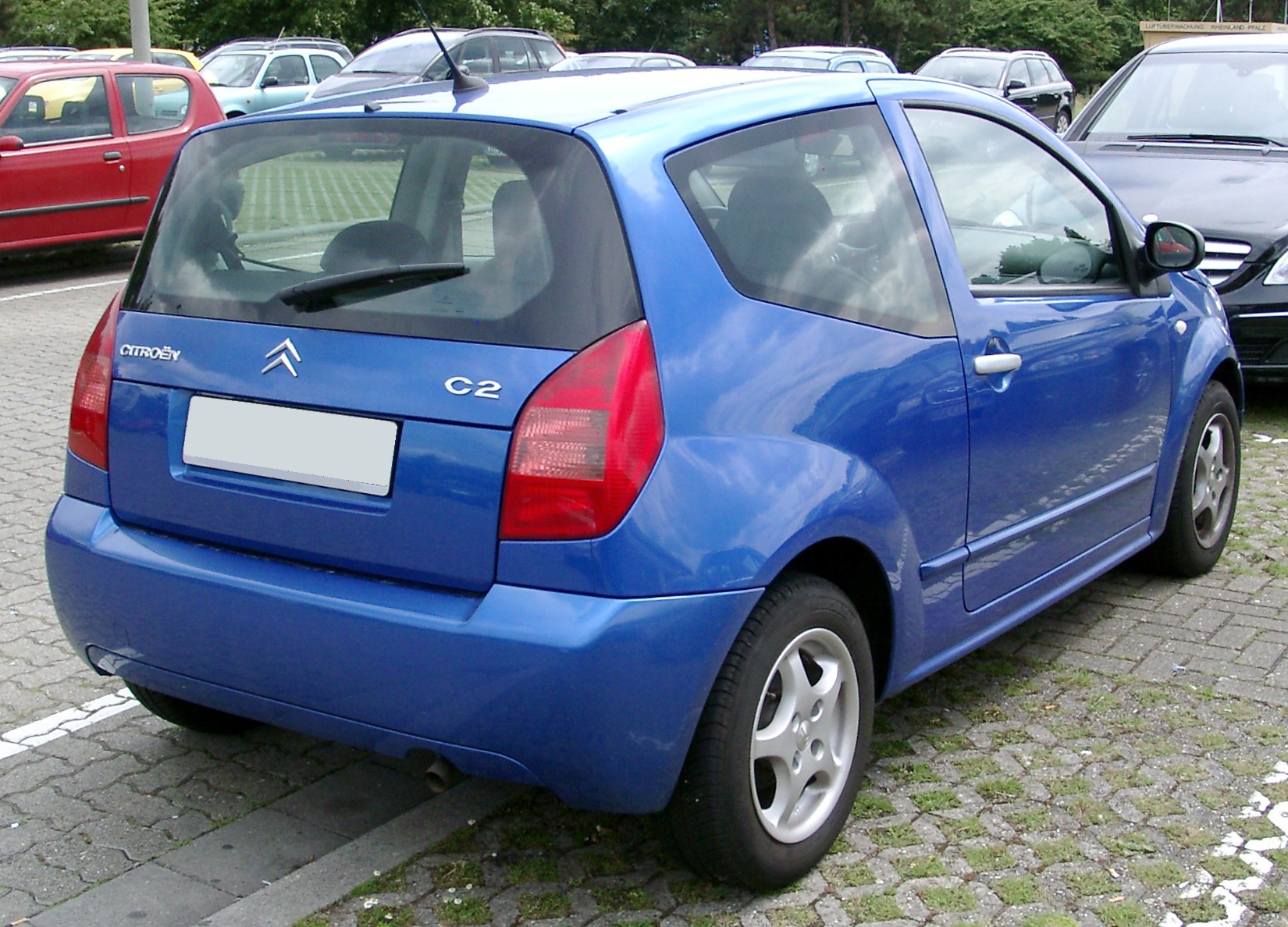
Part del darrere del C2 (2003–2005)

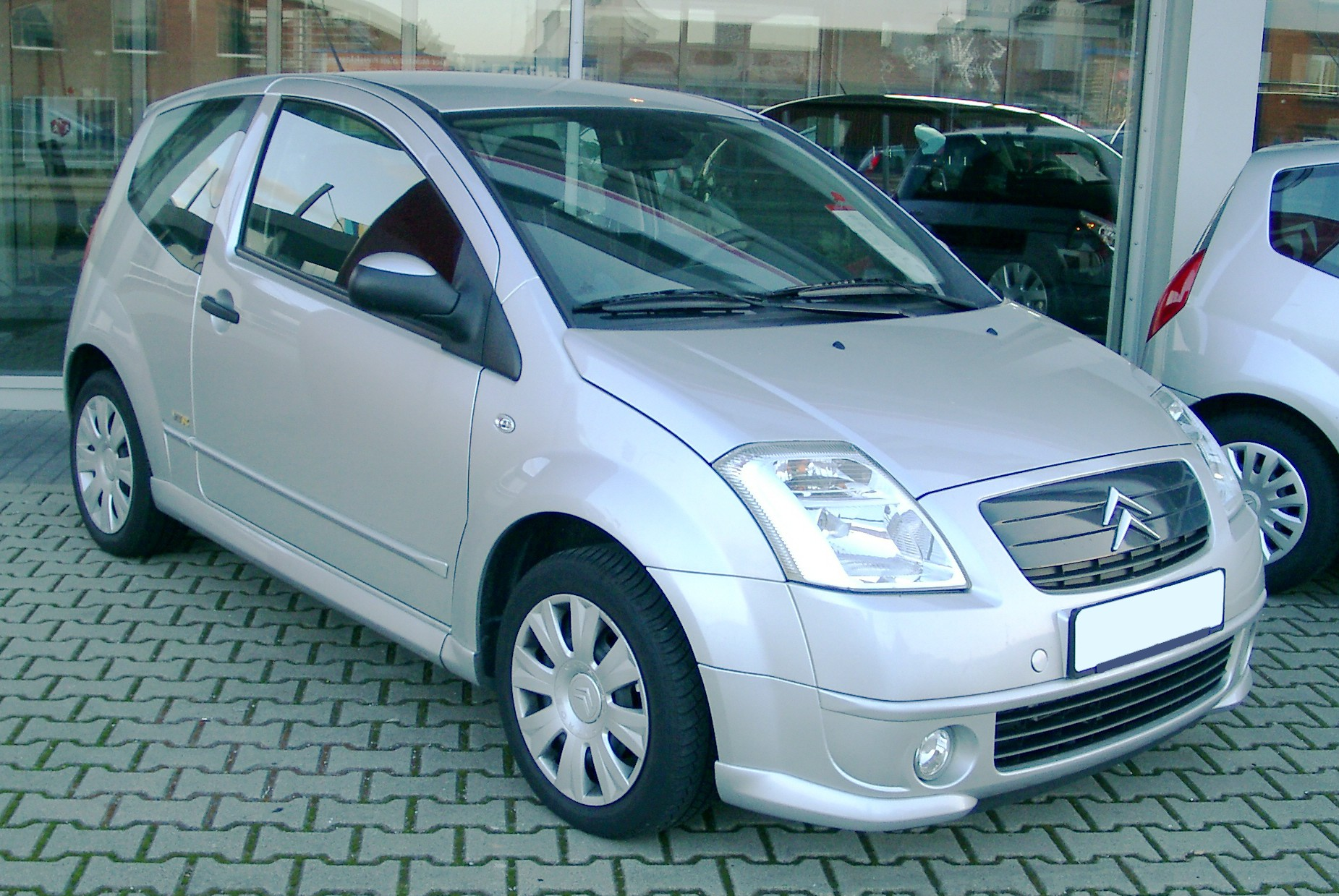
Lateral Citroën C2 (2005–2008)

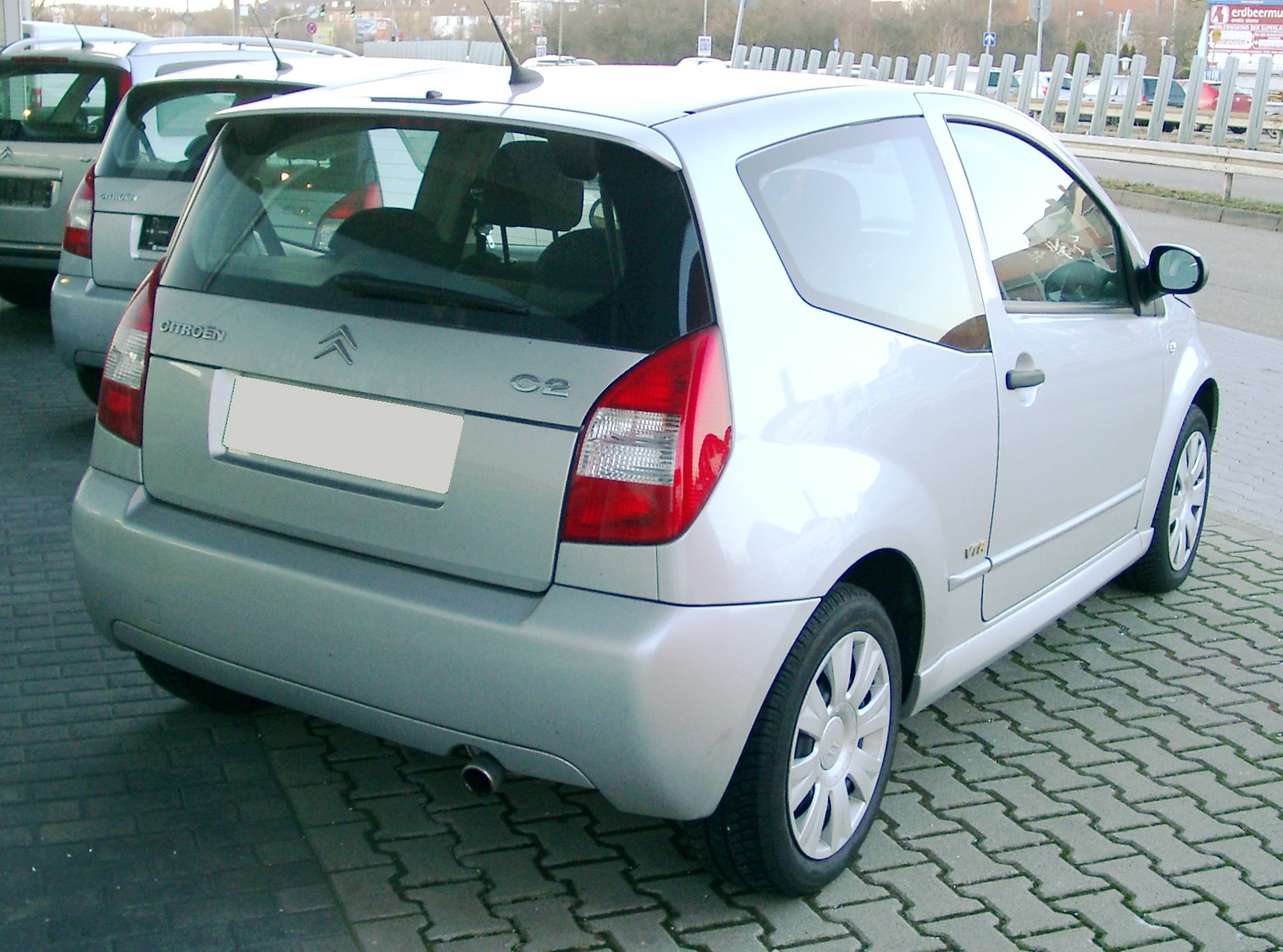
Part del darrere del C2 (2005–2008)

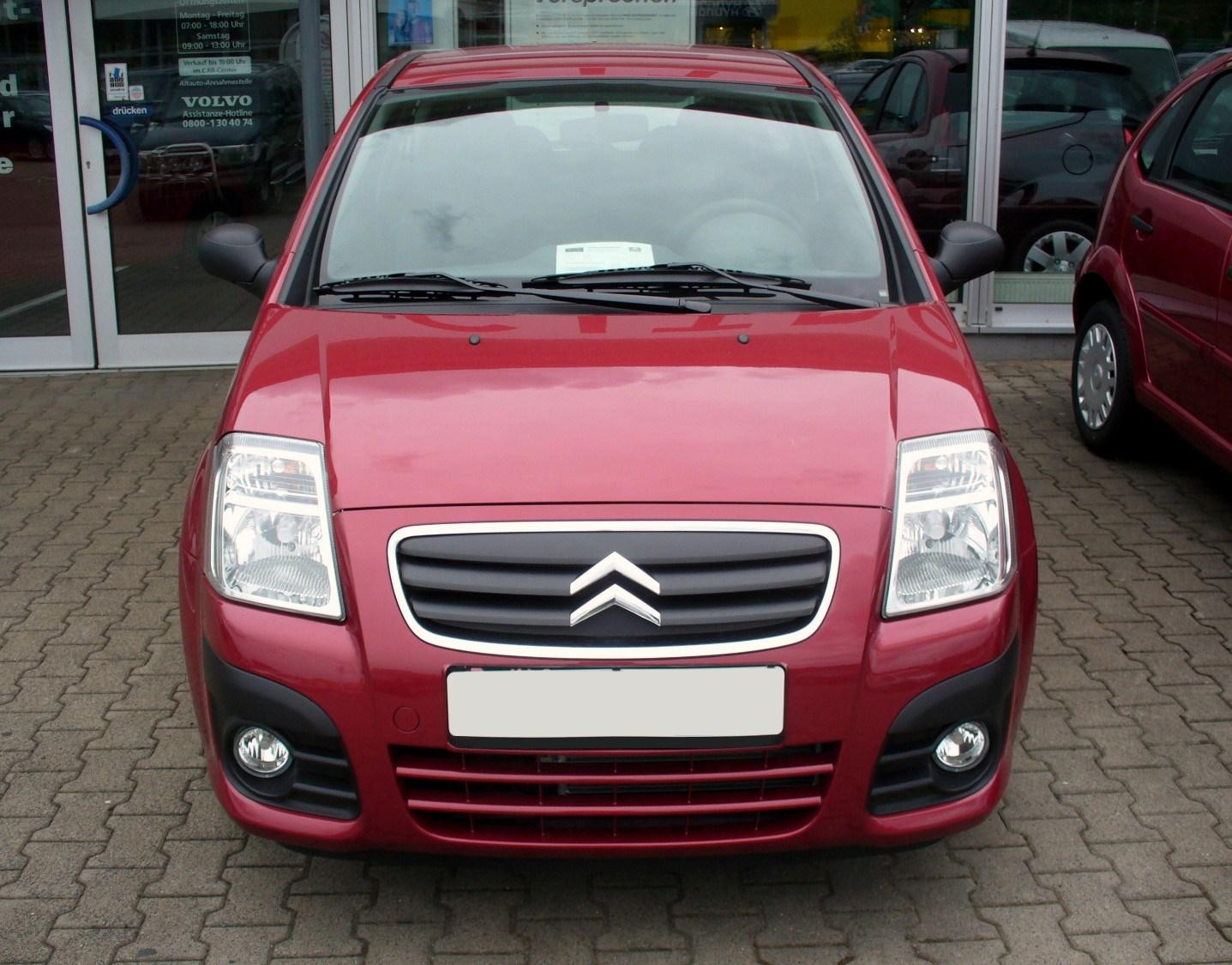
Frontal Citroën C2 (2008)